# Cromoglicinsäure
Cromoglicinsäure (Cromoglykat) ist ein Arzneistoff, der in der Therapie von und der Vorbeugung vor allergischen Erkrankungen Verwendung findet. Cromoglicinsäure wird kaum enteral resorbiert, so dass sie nur lokal appliziert werden kann. Sie wird in folgenden Darreichungsformen angewendet: Augen- und Nasentropfen, Nasensprays, Kapseln zur Inhalation und Inhalationssprays, Granulat und Kapseln zur oralen Einnahme.
Die Cromoglicinsäure ist die erste synthetisch hergestellte Substanz, die gegen die Entzündungsmechanismen bei allergischem Asthma bronchiale und Allergie zur Anwendung kam. Natürliches Vorbild für die chemische Struktur der Cromoglicinsäure sind aus Doldengewächsen isolierte Furanochromon-Derivate, etwa Khellin oder Khellol.
Zusammen mit Nedocromil gehört Cromoglicinsäure zur Wirkstoffgruppe der Cromone.

## Geschichte
Die Wirkung der Cromoglicinsäure wurde 1965 von dem britischen Arzt Roger Altounyan (1922–1987) entdeckt und erforscht. In Selbstversuchen prüfte er Derivate des aus den Früchten einer Umbillifere gewonnenen Khellins und konnte schließlich die prophylaktische Wirkung in der Asthmatherapie beweisen. 1969 wurde der Wirkstoff unter dem Handelsnamen Intal von der Firma Fisons (1995 übernommen von Rhône-Poulenc) im Markt eingeführt.

## Chemische Eigenschaften
Zur Herstellung von Arzneimitteln wird auf Grund besserer Löslichkeit das Dinatriumsalz der Cromoglicinsäure (Natriumcromoglicat (Ph. Eur.)) verwendet.

## Pharmakologie
Cromoglicinsäure hemmt in aktivierten Mastzellen die Chloridkanäle und damit die Freisetzung von Entzündungsmediatoren, wie z. B. Histamin. Histamin spielt eine wichtige Rolle bei der allergischen Reaktion. Prophylaktisch angewendet verhindern Cromoglicinsäure und Nedocromil gleichermaßen die Sofort- und Spätreaktion. Die Cromoglicinsäure hat eine sehr kurze Halbwertszeit (60 – 90 Minuten, bei pulmonaler Aufnahme) und muss daher zur vollen Wirkungsentfaltung mindestens 4-mal pro Tag angewendet werden.

## Anwendungsgebiete
Die Cromoglicinsäure kann prophylaktisch bei allergischem Asthma bronchiale, der allergischen Rhinitis (Heuschnupfen) und der allergischen Konjunktivitis (Bindehautentzündung) angewendet werden. Sie ist auch bei Langzeitanwendung gut verträglich.
Cromoglicinsäure wird inhalativ auch in fixer Kombination mit Reproterol, einem Arzneistoff, der bronchienerweiternd wirkt und die Luftnot beseitigt, angewendet. Es werden die entzündungshemmende Wirkung und rasche Atemnotlinderung in einem Medikament zusammengefasst.
Ein alternativer Wirkstoff in der Anwendung ist Azelastin.

## Nebenwirkungen
In Einzelfällen kann es zu lokalen Reizerscheinungen kommen, wie Reizhusten und Heiserkeit. In sehr seltenen Fällen kann durch Cromoglicinsäure ein Asthmaanfall induziert werden.

## Handelsnamen
- Monopräparate

Allergo-Comod (D, A, CH), Allergocrom (D), Allergoval (D), Colimune (D), DNCG (D), Flui-DNCG (D), Intal (D, A), Lomudal (CH), Lomupren (D), Lomusol (A, CH), Nalcrom (CH), Opticrom (D, CH), Pädiacrom (D), Pentatop (D), Pollicrom (D), Cromo-Stulln (D), Vividrin antiallergische Augentropfen/Nasenspray (D, A, CH) und weitere Generika.
- Kombinationspräparate

mit Reproterol: Aarane (D), Allergospasmin (D)